# Saint-Marcellin-en-Forez
Saint-Marcellin-en-Forez ist eine französische Gemeinde mit 5088 Einwohnern (Stand: 1. Januar 2022) im Département Loire in der Region Auvergne-Rhône-Alpes. Sie gehört zum Arrondissement Montbrison und zum Kanton Saint-Just-Saint-Rambert. Die Bewohner werden Marcellinois und Marcellinoises genannt.

## Geografie
Saint-Marcellin-en-Forez liegt am Fuß der Berge des Forez im Zentralmassiv und wird vom Canal du Forez durchzogen. Durch die Gemeinde fließt auch der Malbief. Umgeben wird Saint-Marcellin-en-Forez von den Nachbargemeinden Sury-le-Comtal im Norden, Bonson im Nordosten, Saint-Just-Saint-Rambert im Osten, Chambles im Südosten, Périgneux im Süden, Chenereilles im Südwesten sowie Boisset-Saint-Priest im Westen und Nordwesten.

## Geschichte
Seit 984 ist der Ort nachweisbar. Allerdings wurde 1884 ein Hortfund mit etwa 500 Münzen aus dem 4. Jahrhundert ausgegraben, sodass eine noch frühere Besiedlung wahrscheinlich ist. Mit seinem Namen wird der Ort erstmals 1286 erwähnt. Jedenfalls vor 1225 fand der Bau der Kirche statt.

### Bevölkerungsentwicklung
| Jahr                       | 1962 | 1968 | 1975 | 1982 | 1990 | 1999 | 2006 | 2017 |
| -------------------------- | ---- | ---- | ---- | ---- | ---- | ---- | ---- | ---- |
| Einwohner                  | 1915 | 2096 | 2312 | 2931 | 3133 | 3373 | 4019 | 4848 |
| Quellen: Cassini und INSEE |      |      |      |      |      |      |      |      |

## Sehenswürdigkeiten
- Romanische Kirche Saint-Marcellin aus dem 12. Jahrhundert, seit 1939 in Teilen als Monument historique eingeschrieben
- Ehemalige Kapelle Saint-Catherine aus dem 12. Jahrhundert, seit 1978 als Monument historique eingeschrieben
- Zeughaus aus dem 15. Jahrhundert
- Haus an der Rue de la Gare aus dem 16. Jahrhundert, Straßenfassade seit 1931 als Monument historique eingeschrieben
- Mittelalterliches Ortszentrum aus dem 13. Jahrhundert
- Teufelsbrücke (Pont du Diable) über die Vérine, ein wichtiger Kreuzungspunkt an der Grenze zwischen dem Herzogtum Burgund und dem Fürstbistum Velay, erbaut im 12. und 14. Jahrhundert, seit 1921 als Monument historique klassifiziert
- Herrenhaus Le Colombier am Hôtel Bouthéon aus dem 17. und dem 18. Jahrhundert, seit 1983 in Teilen als Monument historique eingeschrieben

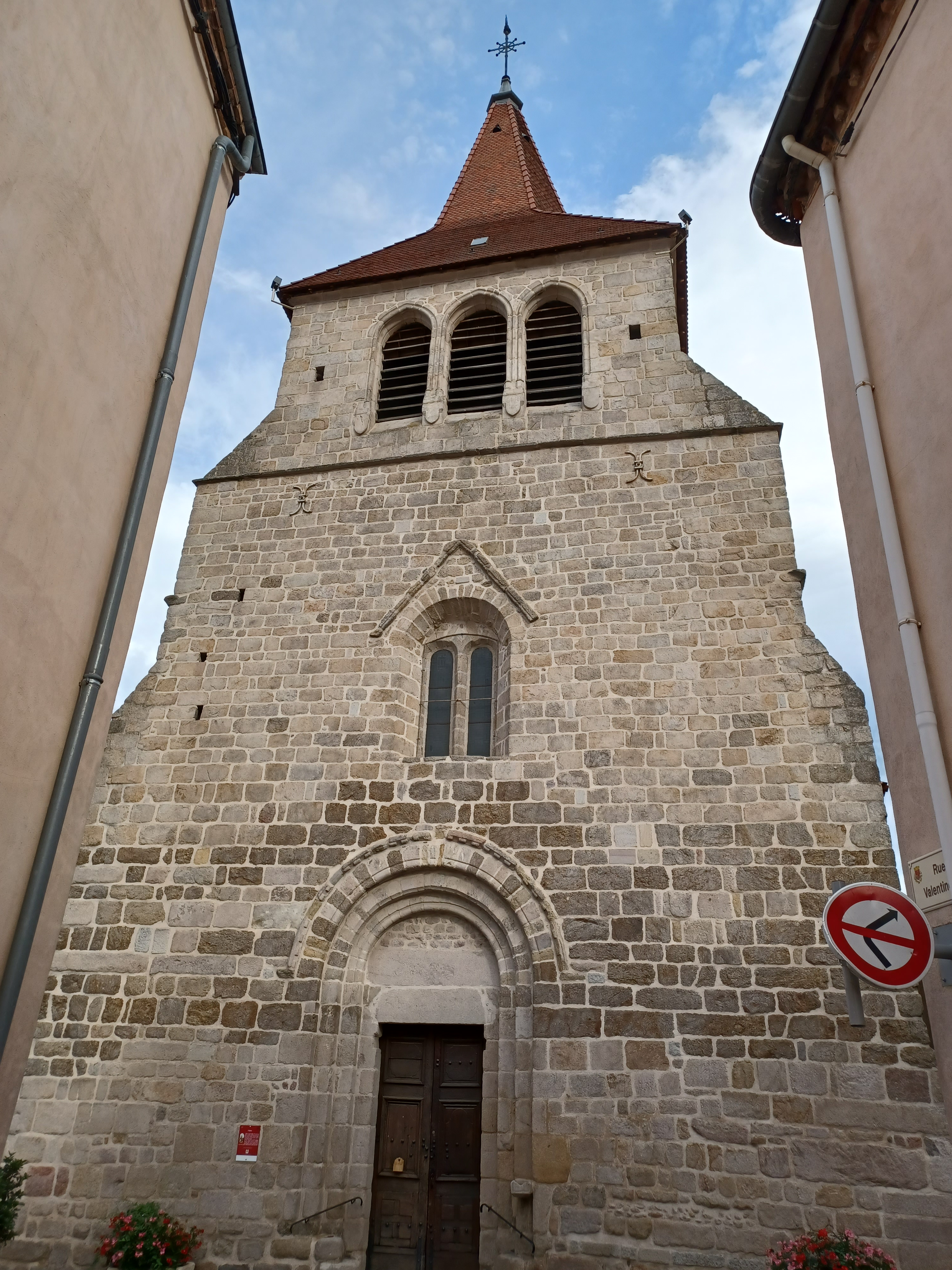
Kirche Saint-Marcellin
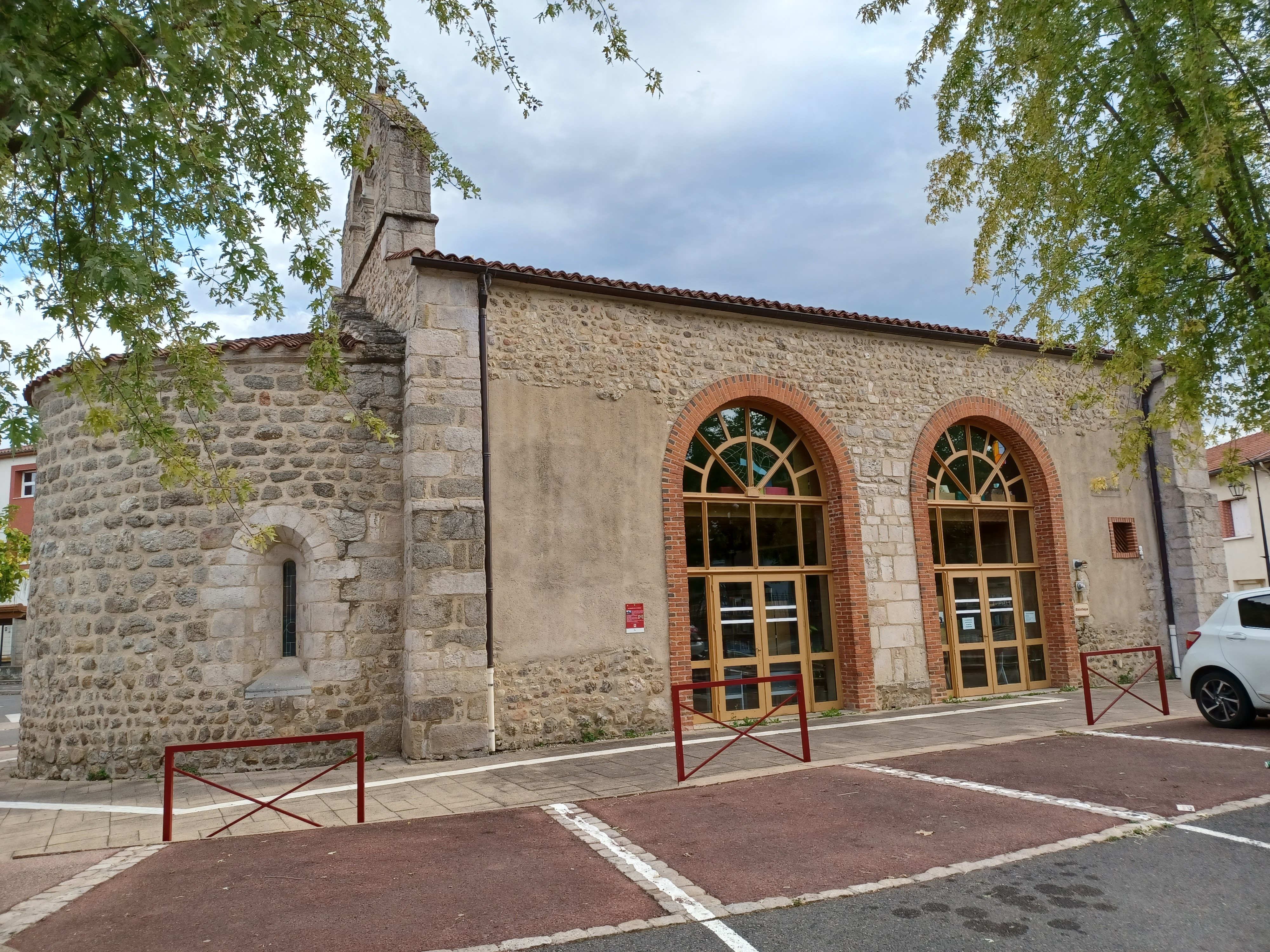
Kapelle Saint-Catherine
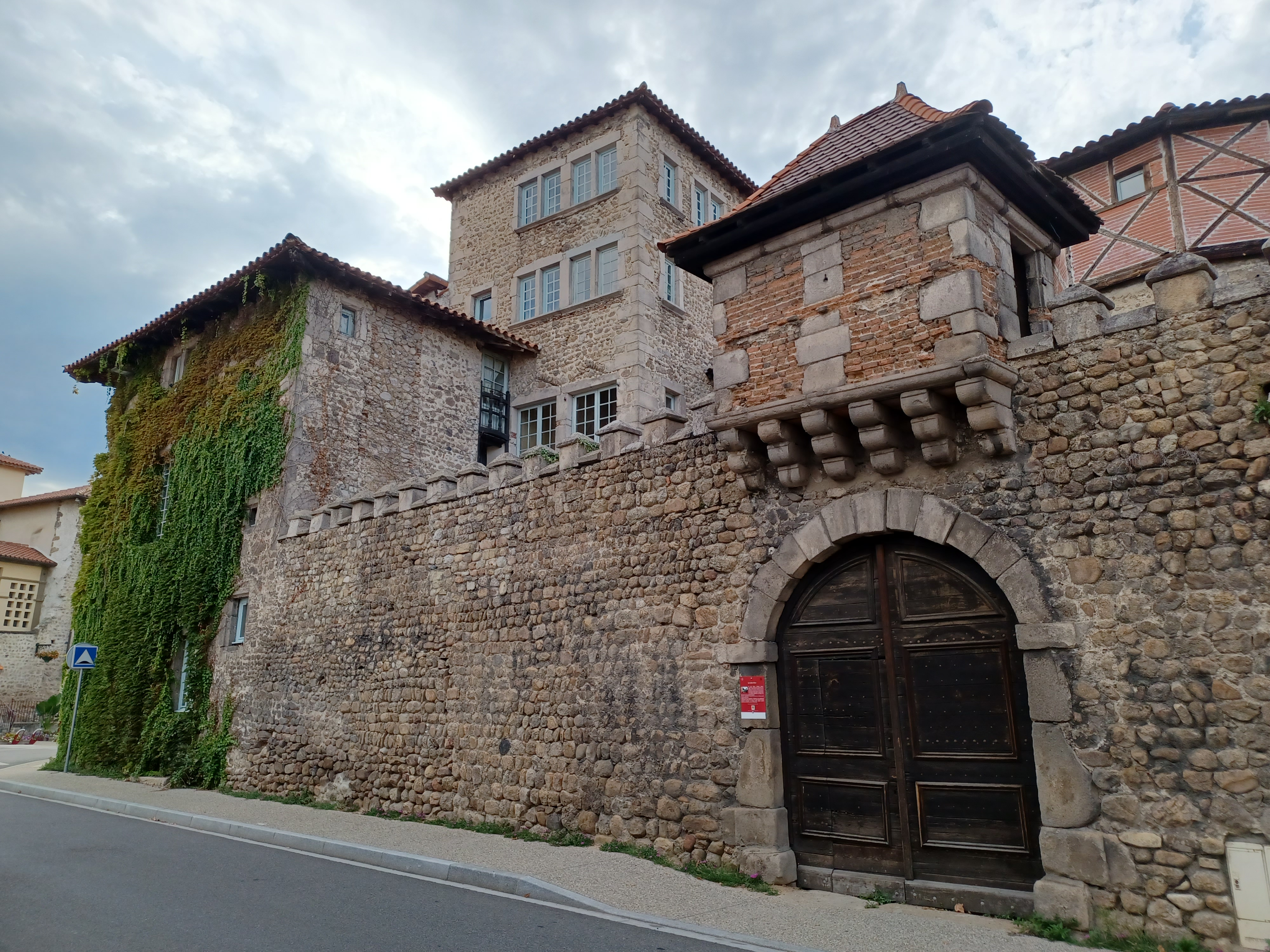
Herrenhaus Le Colombier

## Gemeindepartnerschaft
Mit der italienischen Gemeinde Marta in der Provinz Viterbo (Latium) besteht eine Partnerschaft.

## Persönlichkeiten
- Benoît Faure (1899–1980), ehemaliger französischer Radrennfahrer